# João Vasques de Almada
João Vaz de Almada (1359 – antes de 7 de Janeiro de 1434), tendo feito parte da mais prestigiada família cidadã e moradora de Lisboa, da sua "nobreza letrada" há muito, foi um dos grandes apoiantes do mestre de Avis futuro D. João I de Portugal, que o armou cavaleiro após a batalha de Aljubarrota, sendo seu vassalo, conselheiro, capitão-mor e embaixador em algumas acções parlamentares do reinado, factos que lhe valeram a doação de vários direitos.
O olisipógrafo José Sarmento de Matos, no segundo volume de «A Invenção de Lisboa», indo buscar uma investigação antiga abordada por alguns historiadores anteriores, refere que o facto de ele ser um dos mais próximos do Mestre de Avis e isso se deve por eles serem primos co-irmãos e terem crescido juntos. E reforça essa ideia, referindo o facto do ainda um pequeno príncipe e futuro rei ter sido entregue à guarda do homem-bom Lourenço Martins da Praça, cidadão de Lisboa, para ele o educar, por este ser avô de ambos.
Foi membro do conselho de D. Nuno Álvares Pereira (1384) e depois tendo ascendido ao do referido rei (1413-1417).
Na tomada de Ceuta (1415)<, tendo a responsabilidade do comando das forças lisboetas, na qualidade alferes-mor de Lisboa, por isso na posse da sua bandeira de São Vicente, segundo a crónica  de Gomes Eanes de Azurara, será aquele que foi designado para colocá-la no alto do torreão no fim da contenda. Ainda hoje a mesma figura simbólica nacional, com o brasão de armas de Portugal por cima das lisboetas, está lá esteada. Será igualmente ele que ficará responsável de governar o castelo recém conquistado.
Foi enviado como embaixador a Castela, a Flandres e a Inglaterra. 
Estando na função de capitão-mor do mar do Reino de Portugal, apoiará aí o rei Henrique V na Guerra dos Cem Anos e em que tornava a frota portuguesa indispensável à conquista da Normandia, ao ponto de figurar entre os plenipotenciários do bloco luso-inglês para a rendição de Ruão.
Nessa altura, segundo alguns historiadores, terá sido provavelmente cavaleiro da Ordem da Jarreteira (Order of the Garter) mas até ao momento não existem indicações documentais verdadeiramente fidedignas que o consigam comprovar e não consta nas respectivas listas. A certeza de o ter sido está apenas no seu filho Álvaro.

## Biografia
A 6 de Abril de 1384 participa na Batalha dos Atoleiros ao lado de D. Nuno Álvares Pereira, saindo vencedores. Nessa mesma altura, integra o grupo de 40 fidalgos que auxiliam Nuno Álvares Pereira a reforçar as fronteiras da comarca do Tejo e Guadiana.
A 17 de Outubro do mesmo ano, provavelmente por esse feito, o mestre de Aviz deu para sempre a «Joham uaasquez d almadaã», e a todos os seus herdeiros e sucessores, o foro de 40 libras anuais que pagava por uma casas em Lisboa aforadas ao rei, que já tinham sido aforadas por D. Fernando a seu pai Vasco Lourenço de Almada. 
A 14 de Agosto de 1385, participa na batalha de Aljubarrota saindo mais uma vez vencedor pela mesma equipe.
Fernão Lopes, na «Crónica de El-Rei D. João I» (vol. 2º cap. 58), refere "como o Mestre ordenou por fronteiro de entre Tejo e Odiana, Nuno Álvares Pereira (…) e ele trabalhou-se de levar consigo até quarenta escudeiros bons, dos bons que na cidade havia por segurança do Mestre, como alguns escrevem, mas porque cumprisse seu talento que foi haver em sua companhia homens que fossem por nome e obras; dos quais diremos aqui alguns por verdes quem foram e ficarem em relembrança saber (…) João Vasques de Almada, Antão Vasques de Almada, (…)». E acrescenta (cap. 92) «como Nuno Alvares escolheu o seu Conselho, escolheram entonce os de Lisboa entre si pera serem do Conselho, João Vasques de Almada (…)». O mesmo cronista (vol. 4º, cap. 39), aponta alguns dos nomes dos que estavam com D. João I em Aljubarrota, dizendo que foram então armados cavaleiros, entre eles João Vasques de Almada e seu irmão Antão. 
De Felgueiras Gayo, temos: "Relação dos fidalgos que o Sor. Rei D. João I armou Cavaleiros antes de entrarem na Batalha de Aljubarrota pela sua própria mão, como consta das memórias para a História de Portugal que compreendem o governo do dito Rei o Sor. D. João I, liv.3º cap. 252 fl. 1233. Aí está referido: o nosso João Vasques de Almada; Rui Vasques de Castellobranco; Affonso Pires da Charneca, irmão do Doutor Martim Affonso; ...................; ................... e o Antão Vasques de Almada, que outros dizem de Lisboa.
A 8 de Dezembro de 1386 o rei D. João I doou, enquanto fosse sua mercê, a João Vasques de Almada, cavaleiro seu vassalo, todas as rendas e direitos de Ponte de Lima.  
(Não só obteve as rendas de Ponte de Lima, como também, a coutada de um pinhal em Cavala (Vale de Cavala) e Vale Bem, na Charneca de Caparica, em 1413).
A 12 de Dezembro de 1388 continua a ser referido apenas como João Vasques de Almada quando D. João I lhe doa todas as rendas e direitos dos judeus da comuna de Santarém. Mas já vem referido como João Vasques de Almada seu vassalo quando a 27 de Maio de 1389 o mesmo rei lhe doou, enquanto for sua mercê, todas as julgadas que a coroa recebia do pão semeado nos olivais do termo da vila de Santarém. 
Elaborou um testamento em 1410.
Antes de 1414 era morador da casa de D. João I, a Casa Real, com a moradia de 12 000 libras.
Na preparação da Guerra dos Cem Anos, em julho de 1415, é o cabo de uma das oito galés que o infante D. Pedro apresenta na barra de Lisboa para receber a armada do infante D. Henrique proveniente do Porto.
"Tendo acompanhado o Rei de Inglaterra a França, nessa mesma guerra, foi o principal motor de se tomar a Cidade de Ruão", diz um manuscrito de Jacinto Leitão Manso de Lima.
Na verdade para isso chegou a ter no seu comando duzentas naus portuguesas, integradas na esquadra de Henrique V, que nomeadamente em 1415 bloquearam o rio Sena e também participaram na conquista da referida cidade francesa.
Nesse mesmo ano, Gomes Anes de Azurara, no capítulo 85 da Crónica da Tomada de Ceuta, descreve-o como tendo participado na conquista de Ceuta e que para o fazer seguiu na própria armada do rei D. João I, sendo o capitão da oitava galé que partiu de Lisboa.
Segundo o mesmo cronista, inclusive terá lhe cabido a honra de colocar lá, na torre mais alta dessa praça forte marroquina, a bandeira que levava de São Vicente, da cidade de Lisboa, e que é um símbolo local que ainda perdura até hoje.
O historiador acrescenta que no Castelo "se encontravam muitas riquezas que faziam apetite a muitos que queriam ser seus companheiros, o que fez com que El-Rei lá mandasse o Infante D. Henrique com ordem de os pôr fora e que deixasse somente de posse do Castelo a João Vasques e aos seus". 
Continua: "e segundo aprendemos, melhor encontro achou ele ali que o gavião terço do escudeiro do Mestre, com a melhor parte das mais e melhores coisas que tinha Çalabençala, e todos os outros, que com ele estavam naquele Castelo, ouve Joham Vaz, as quais eram nele muy bem empregadas ca era nobre cavaleiro e trabalhou sempre em sua vida para acrescentar em sua honra com muitos serviços que fez a El-Rei e ao Reino". 
E o mesmo diz que: "conservou a posse do Castelo até que saindo de Ceuta com o Rei, ele foi entregue ao Conde de Viana, D. Pedro de Menêzes, que nele ficou Capitão-Governador da Cidade".
Segundo Gaspar de Faria e Manso de Lima, dizem: "Voltando de Ceuta teve, em Lisboa, uma briga com Gonçalo Pires Malafaia, regedor de justiça, à porta do Tribunal, a quem fez umas feridas, motivo porque voltou novamente para Inglaterra" com os seus filhos Álvaro e Pedro Vasques de Almada.
A 15 de Abril de 1417 recebe de D. João I a concessão das rendas das judiarias do reino.
Em 23 Junho de 1423 recebe a carta de mercê de capitão-mor da frota real, sucedendo a Afonso Furtado.
A 7 de Janeiro de 1434 o rei D. Duarte confirma ao seu filho Álvaro Vaz de Almada o casal de Alcolena no reguengo de Algés, que já fora de seu pai João Vaz de Almada que o tivera em dote de casamento de seu sogro João Anes (Lisboa, 28 de Maio de 1427). 
Segundo Manso de Lima, morreu em Inglaterra e "os seus olhos foram trazidos para Portugal". 
Foi enterrado no jazigo da família do claustro do antigo Convento de São Francisco da Cidade, em Lisboa.

### Diplomacia e relações internacionais
Cedo foi encarregado de missões diplomáticas a Inglaterra conforme diz José Soares da Silva e confirma Visconde de Santarém no "Quadro Elementar das Relações Políticas e Diplomáticas de Portugal" tom. 14 pg.131, estando presente: "Em Fevereiro deste mesmo ano (1400) e não no de 1405, como diz um outro historiador português, El-Rei D. João I querendo estreitar mais os laços de parentesco que existiam entre as duas Famílias Reais de Portugal e Inglaterra, negociou o casamento da Senhora D. Beatriz (sua filha natural) com Thomas Fitzalan, Conde de Arundel e de Surrey, Cavaleiro da Jarreteira. No fim, vai estar presente na sua boda, a 26 de Novembro de 1405, em Lambeth, em Inglaterra.
Em Janeiro de 1407 foi portador de cartas de D. João I para o rei inglês relativas a queixas sobre o comportamento de ingleses no porto de Lagos, por estes terem causado danos a um navio castelhano aí estacionado.
Na companhia de Martim Docem e João Afonso Esteves de Azambuja foi enviado a Castela a tratar das pazes entre os dois reinos. Esse acordo foi estabelecido por uma trégua, em Segóvia,por dez anos. Em 18 de Novembro de 1402, estando em Santarém, é uma das testemunhas da confirmação do referido acordo.
Será enviado como embaixador a Haia, ao conde da Holanda, em 1411, abrindo as portas do porto de Lisboa à sua frota mercantil.
O Rei de Portugal, depois da morte de Henrique IV, querendo continuar as suas relações políticas e de amizade com o novo soberano de Inglaterra, em 20 de Março de 1413, enviou-lhe por embaixador João Vasques de Almada, "pessoa de grande autoridade que na guerra tinha mostrado o seu valor e nos negócios políticos o seu talento e que por vezes havia preenchido diversas missões em Inglaterra como havemos referido" refere o mesmo Visconde na obra citada na pg. 139, para confirmar o tratado de aliança, de 1386, entre ambos os países.
Em 26 de Setembro de 1414 o rei inglês dirige-lhe uma missiva para levantar 400 lanças para o rei português.
Terá sido ele o encarregado de de providenciar o fabrico de três espadas inglesas, ricamente ornadas, que a Rainha D. Filipa de Lencastre, havia de entregar aos Infantes, para estes serem armados cavaleiros, antes de partirem para a conquista de Ceuta. Azurara na "Crónica de El-Rei D. João I" cap. 40, relata o episódio da entrega das espadas: ".......acabando assi estas cousas chegou aí Johão Vasques de Almada, que trazia feitas e guarnecidas aquelas espadas". A este facto também se refere Rodrigo Cordeiro, nos "Serões de História" tom. 1º pg. 167.  ~

## Cavaleiro da Ordem da Jarreteira
Foi um dos Cavaleiros da Jarreteira, segundo Antonio Carvalho da Costa na "Corografia Portugueza e Descripçam Topográfica do Famoso Reyno de Portugal" e segundo o Abade de Castro na "Notícias acerca dos Reis de Portugal e Grandes de Portugal que foram Cavaleiros da Ordem da Garreteia". 
Cabêdo, nota que foi o primeiro português que teve essa honra. 
Macedo, em «Flores de Espana», cap. 23, diz o seguinte: "Juan Vaz de Almada por su valor mereceo en Inglaterra la insignia del ordem real de aquella Corona y ser Embaixador de su Rei. La misma insignia teivo Pedro Vaz su hijo, y Alvaro Vaz de Almada hermano de Pedro Vaz".
Apesar destas referências, estes nomes não constam da lista oficial dos Cavaleiros da Ordem da Jarreteira. Apenas consta o nome do seu filho Alvaro Vasquez de Almada, Conde de Avranches, que a julgar pelos seus feitos individuais possa ter sido alcançado por direito próprio, mas, não deixa de ser verdade que terá com toda a certeza ajudado pelo prestígio que seu pai na corte inglesa pela história que igualmente se conhece.

## Dados genealógicos
Filho de:
- Vasco Lourenço de Almada

Casou 1.ª vez, em 1389, com:
- Maria Anes[1] ou Joana Anes, filha do referido acima João Anes ou Eanes, vedor da Fazenda de D. Fernando, casado com Constança Abril em 1375[42].

Filhos:
- D. Álvaro Vaz de Almada, 1º conde de Abranches.
- Pedro Vaz de Almada casado com Leonor Gouveia de Queirós.

Casou 2.ª vez com:
- Leonor Afonso[18].

Teve ilegítimo (ou da referida 2.ª esposa, casada em 1409):
- João Vaz de Almada casado com D. Violante de Castro.

## Bibiliografia
- Fernão Lopes, «Crónica de D. João I»
- Joaquim Pedro de Oliveira Martins, «Vida de Nuno Alvares»
- Anónimo, «Crónica do Condestável de Portugal Dom Nuno Álvares Pereira».
- «Retrato e Elogios dos Varões e Damas que ilustraram a Nação Portuguesa em virtudes, letras, armas e artes (...)», tomo I, 1817»
- Gomes Eanes de Azurara, «Chronica del Rei D. Joam I de boa memória. Terceira parte em que se contam a Tomada de Ceuta», Lisboa, 1644
- Felgueiras Gayo, «Nobiliário de Famílias de Portugal», Braga, 1938-1941, Tomo II p. 35 ("Almadas")